# Гаутамбудхнагар
Гаутамбудхнагар (англ. Gautam Budh Nagar) — округ в индийском штате Уттар-Прадеш. Создан 9 июня 1997 года. Административный центр — город Нойда. Площадь округа — 1269 км². По данным всеиндийской переписи 2001 года население округа составляло 1 202 030 человек. Уровень грамотности взрослого населения составлял 68,69 %, что выше среднеиндийского уровня (59,5 %).